# Turmi
Turmi är en ort i Etiopien.   Den ligger i regionen Southern Nations, i den sydvästra delen av landet, 500 km sydväst om huvudstaden Addis Abeba. Turmi ligger 917 meter över havet och antalet invånare är 1 087.
Terrängen runt Turmi är lite kuperad. Runt Turmi är det glesbefolkat, med 9 invånare per kvadratkilometer. Trakten runt Turmi består i huvudsak av gräsmarker.